# Arrondissement L'Haÿ-les-Roses
Het arrondissement L'Haÿ-les-Roses is een arrondissement van het Franse departement Val-de-Marne in de regio Île-de-France. De onderprefectuur is L'Haÿ-les-Roses.

## Kantons
Het arrondissement is samengesteld uit de volgende kantons:
- Kanton Arcueil
- Kanton Cachan
- Kanton Chevilly-Larue
- Kanton Fresnes
- Kanton L'Haÿ-les-Roses
- Kanton Le Kremlin-Bicêtre
- Kanton Thiais
- Kanton Villejuif-Est
- Kanton Villejuif-Ouest